# 睫毛大戟
睫毛大戟（学名：Euphorbia blepharophylla）为大戟科大戟属的植物。分布在中亚、西西伯利亚以及中国大陆的新疆等地，生长于海拔800米的地区，多生于石质以及沙质山坡，目前尚未由人工引种栽培。